# وره سنت لگر گولد
 وره سنت لگر گولد (انگلیسی: Vere St. Leger Goold؛ ۲ اکتبر ۱۸۵۳ – ۸ سپتامبر ۱۹۰۹) یک تنیس‌باز اهل بریتانیا بود.